# Liga ACT 2018
La temporada 2018 de la Liga ACT (conocida como Eusko Label Liga por motivos de patrocinio) es la decimosexta edición de la competición de traineras organizada por la Asociación de Clubes de Traineras. Compitieron 12 equipos encuadrados en un único grupo. La temporada regular comenzó el 24 de junio en Bilbao (Vizcaya) y terminó el 26 de agosto en Boiro (La Coruña). Posteriormente, se disputaron los play-off para el descenso a la Liga ARC o a la Liga LGT.

## Sistema de competición
La competición consta de tres tipos de regatas:
- Regatas puntuables: computan para la clasificación de la liga y todos los clubes deben participar en ellas.
- Regatas no puntuables: no computan para la clasificación de la liga y los clubes pueden no participar en ellas mediando causa justificada. En la temporada 2018, no hubo regatas de este tipo.
- Regatas de play-off: se disputan 2 regatas en la que participan el clasificado en undécimo lugar antes de las dos últimas regatas y dos representantes de la Liga ARC y otros dos de la LGT. El clasificado en último lugar desciende directamente.

En esta edición se disputaron 19 banderas durante la temporada regular y dos regatas de play-off. Todos los integrantes de la Liga ACT disputan las regatas puntuables excepto las dos últimas ya que éstas coinciden con el desarrollo de los play-off. En estas dos últimas regatas no participan los siguientes clasificados después de la decimoséptima regata: los clasificados en los puestos noveno y décimo; el penúltimo clasificado ya que rema en la tanda de los play-off y el último, que desciende directamente a las ligas ARC o LGT. Por tanto, estas dos últimas banderas solo las disputan los ocho primeros clasificados tras la disputa de las 17 primeras regatas.

## Calendario

### Temporada regular
Las siguientes regatas tuvieron lugar en 2018.
| Orden | Regata                                                        | Fecha            | Hora  | Localidad            | Provincia  |
| ----- | ------------------------------------------------------------- | ---------------- | ----- | -------------------- | ---------- |
| 1     | IX Bandera de Bilbao                                          | 24 de junio      | 12:00 | Bilbao               | Vizcaya    |
| 2     | XVII Bandera Ayuntamiento de Sestao                           | 30 de junio      | 18:00 | Portugalete - Sestao | Vizcaya    |
| 3     | XXXV Bandera Petronor                                         | 1 de julio       | 11:45 | Ciérvana             | Vizcaya    |
| 4     | II Bandera Ciudad de La Coruña (jornada 1)                    | 7 de julio       | 18:00 | La Coruña            | La Coruña  |
| 5     | II Bandera Ciudad de La Coruña (jornada 2)                    | 8 de julio       | 11:45 | La Coruña            | La Coruña  |
| 6     | XI Bandera Donostiarra-Kaiarriba - Grupo Amenabar             | 14 de julio      | 18:00 | San Sebastián        | Guipúzcoa  |
| 7     | VI Bandera La Caixa                                           | 15 de julio      | 11:45 | Castro-Urdiales      | Cantabria  |
| 8     | II Bandera Adegi                                              | 21 de julio      | 18:00 | Pasajes              | Guipúzcoa  |
| 9     | XXVIII Bandera de Orio - VI Bandera Orio Kanpina              | 22 de julio      | 11:45 | Orio                 | Guipúzcoa  |
| 10    | XL Bandera de Guecho - XIV Homenaje a Lehendakari J.A. Agirre | 28 de julio      | 18:00 | Guecho               | Vizcaya    |
| 11    | XXXIX Bandera Ilustre Ayuntamiento de Santurce                | 29 de julio      | 11:45 | Santurce             | Vizcaya    |
| 12    | XXXIV Bandera de Ondárroa - Gran Premio Cikautxo              | 11 de agosto     | 18:00 | Ondárroa             | Vizcaya    |
| 13    | XXXI Bandera de Fuenterrabía - Gran Premio Mapfre             | 12 de agosto     | 11:45 | Fuenterrabía         | Guipúzcoa  |
| 14    | XLI Bandera de Zarauz (jornada 1)                             | 18 de agosto     | 18:00 | Zarauz               | Guipúzcoa  |
| 15    | XLI Bandera de Zarauz (jornada 2)                             | 19 de agosto     | 11:45 | Zarauz               | Guipúzcoa  |
| 16    | XXXVI Bandera Concejo de Moaña - VIII Gran Premio Fandicosta  | 25 de agosto     | 18:00 | Moaña                | Pontevedra |
| 17    | XXVIII Bandera Concejo de Boiro                               | 26 de agosto     | 12:00 | Boiro                | La Coruña  |
| 18    | XXXVI Bandera Villa de Bermeo                                 | 15 de septiembre | 18:00 | Bermeo               | Vizcaya    |
| 19    | XLIV Bandera El Corte Inglés                                  | 16 de septiembre | 11:45 | Portugalete          | Vizcaya    |

### Play-off de ascenso a Liga ACT
| Orden | Regata      | Fecha            | Hora  | Provincia |
| ----- | ----------- | ---------------- | ----- | --------- |
| 1     | Bermeo      | 15 de septiembre | 18:00 | Vizcaya   |
| 2     | Portugalete | 16 de septiembre | 11:45 | Vizcaya   |

## Traineras participantes
| Equipo                  | Nombre de la Trainera                    | Localidad     | Provincia  |
| ----------------------- | ---------------------------------------- | ------------- | ---------- |
| Cabo da Cruz            | Archivo:Solid Solid red.svg Cabo da Cruz | Boiro         | La Coruña  |
| Tirán Pereira           | Ruly                                     | Tirán (Moaña) | Pontevedra |
| Zierbena-Bahías Vizcaya | Zierbena                                 | Ciérvana      | Vizcaya    |
| Santurtzi-Iberdrola     | Sotera                                   | Santurce      | Vizcaya    |
| Kaiku-Producha          | Bizkaitarra                              | Sestao        | Vizcaya    |
| Urdaibai-Avia           | Bou Bizkaia                              | Bermeo        | Vizcaya    |
| Ondarroa-Cikautxo       | Antiguako ama                            | Ondárroa      | Vizcaya    |
| Orio-Babyauto           | San Nicolas                              | Orio          | Guipúzcoa  |
| Donostiarra             | Torrekua II                              | San Sebastián | Guipúzcoa  |
| San Pedro               | Libia                                    | Pasajes       | Guipúzcoa  |
| San Juan-Sumelec        | San Juan                                 | Pasajes       | Guipúzcoa  |
| Hondarribia-Go Fit      | Ama Guadalupekoa                         | Fuenterrabía  | Guipúzcoa  |

 Los clubes participantes están ordenados geográficamente, de oeste a este 

### Equipos por provincia
| Provincia  | N. | Equipos                                                                                        |
| ---------- | -- | ---------------------------------------------------------------------------------------------- |
| Guipúzcoa  | 5  | Donostiarra, Hondarribia-Go Fit, Orio-Babyauto, San Juan-Sumelec, San Pedro                    |
| Vizcaya    | 5  | Kaiku-Producha, Ondarroa-Cikautxo, Santurtzi-Iberdrola, Urdaibai-Avia, Zierbena-Bahías Vizcaya |
| La Coruña  | 1  | Cabo da Cruz                                                                                   |
| Pontevedra | 1  | Tirán Pereira                                                                                  |

### Ascensos y descensos
| Pos. | Ascendidos de liga ARC 2017 |
| ---- | --------------------------- |
| 1.º  | Donostiarra                 |
| 2.º  | Santurtzi-Iberdrola         |

| Pos. | Descendido a liga ARC 2018 |
| ---- | -------------------------- |
| 11.º | Ares                       |
| 12.º | Astillero                  |

     Ascenso después de play-off.

     Descenso directo ordinario.

     Descenso después de play-off.

     Descenso administrativo o desaparición.

## Clasificación

### Temporada regular
A continuación se recoge la clasificación en cada una de las regatas disputadas.
Los puntos se reparten entre los doce participantes en cada regata.
| Posición | 1.º | 2.º | 3.º | 4.º | 5.º | 6.º | 7.º | 8.º | 9.º | 10.º | 11.º | 12.º |
| Puntos   | 12  | 11  | 10  | 9   | 8   | 7   | 6   | 5   | 4   | 3    | 2    | 1    |

| Pos. | Club                    | Trainera                                 | 1 BIL | 2 SES | 3 PET | 4 CO1 | 5 CO2 | 6 DON | 7 CAX | 8 ADE | 9 ORI | 10 GUE | 11 SCE | 12 OND | 13 FUE | 14 ZA1 | 15 ZA2 | 16 MOA | 17 BOI | 18 BER | 19 ING | Puntos |
| ---- | ----------------------- | ---------------------------------------- | ----- | ----- | ----- | ----- | ----- | ----- | ----- | ----- | ----- | ------ | ------ | ------ | ------ | ------ | ------ | ------ | ------ | ------ | ------ | ------ |
| 1    | Urdaibai-Avia           | Bou Bizkaia                              | 1     | 1     | 3     | 1     | 1     | 1     | 1     | 1     | 3     | 5      | 1      | 4      | 2      | 1      | 3      | 1      | 1      | 2      | DSQ    | 201    |
| 2    | Hondarribia-Go Fit      | Ama Guadalupekoa                         | 2     | 3     | 1     | 3     | 4     | 2     | 2     | 2     | 5     | 1      | 3      | 3      | 3      | 2      | 2      | 6      | 2      | 3      | 1      | 197    |
| 3    | Zierbena-Bahías Vizcaya | Zierbena                                 | 4     | 2     | 2     | 2     | 6     | 3     | 4     | 3     | 2     | 3      | 2      | 1      | 4      | 3      | 4      | 2      | 5      | 6      | 3      | 186    |
| 4    | Orio-Babyauto           | Txiki                                    | 6     | 5     | 4     | 6     | 2     | 4     | 3     | 4     | 1     | 2      | 7      | 2      | 6      | 5      | 1      | 3      | 4      | 1      | 2      | 179    |
| 5    | Santurtzi-Iberdrola     | Sotera                                   | 3     | 4     | 6     | 5     | 5     | 6     | 5     | 5     | 6     | 4      | 11     | 5      | 8      | 7      | 5      | 4      | 6      | 6      | 5      | 141    |
| 6    | Cabo da Cruz            | Archivo:Solid Solid red.svg Cabo da Cruz | 7     | 7     | 5     | 7     | 8     | 5     | 7     | 10    | 4     | 7      | 4      | 6      | 1      | 4      | 6      | 10     | 3      | 4      | 4      | 138    |
| 7    | Donostiarra             | Torrekua II                              | 5     | 9     | 7     | 4     | 10    | 8     | 9     | 6     | 7     | 8      | 6      | 9      | 5      | 6      | 8      | 8      | 7      | 5      | 6      | 114    |
| 8    | Ondarroa-Cikautxo       | Antiguako ama                            | 8     | 6     | 10    | 9     | 3     | 7     | 10    | 7     | 9     | 6      | 12     | 7      | 10     | 8      | 7      | 5      | 9      | 8      | 7      | 99     |
| 9    | San Pedro               | Libia                                    | 9     | 8     | 8     | EX    | 7     | 9     | 8     | 9     | 8     | 12     | 8      | 8      | 9      | 9      | 10     | 9      | 8      | DNP    | DNP    | 69     |
| 10   | Kaiku-Producha          | Bizkaitarra                              | 12    | 11    | 12    | 8     | 11    | 10    | 6     | 8     | 10    | 10     | 5      | 10     | 7      | 12     | 11     | 7      | 12     | DNP    | DNP    | 59     |
| 11   | San Juan-Sumelec        | Erreka                                   | 10    | 10    | 9     | 10    | 9     | 11    | 12    | 12    | 12    | 11     | 10     | 12     | 12     | 11     | 9      | 12     | 11     | DNP    | DNP    | 38     |
| 12   | Tirán Pereira           | Pereira                                  | 11    | 12    | 11    | 11    | 12    | 12    | 11    | 11    | 11    | 9      | 9      | 11     | 11     | 10     | 12     | 10     | 10     | DNP    | DNP    | 37     |

| Color                            | Resultado                      |
| -------------------------------- | ------------------------------ |
| Oro                              | Ganador                        |
| Plata                            | Segundo                        |
| Bronce                           | Tercero                        |
| Verde                            | Puntuó                         |
| Negro                            | DSQ - Descalificado            |
| Sin color                        | EX - Excluido. Fuera de regata |
| DNP - Inscrito pero no participó |                                |

Las traineras de Cabo da Cruz y Tirán Pereira cruzaron la meta de la Bandera Concejo de Moaña con el mismo tiempo por lo que los jueces les concedieron el mismo puesto a ambos clubes. De igual forma, los botes de Zierbena-Bahías Vizcaya y Santurtzi-Iberdrola obtuvieron el mismo tiempo en la Bandera de Bermeo.
La trainera de Urdaibai-Avia fue descalificada en la Bandera El Corte Inglés por alineación indebida.

### Play-off de ascenso a Liga ACT
Los puntos se reparten entre los cinco participantes en cada regata.
| Posición | 1.º | 2.º | 3.º | 4.º | 5.º |
| Puntos   | 5   | 4   | 3   | 2   | 1   |

| Pos. | Club                  | Trainera              | 1 BER | 2 POR | Puntos |
| ---- | --------------------- | --------------------- | ----- | ----- | ------ |
| 1    | Lekittarra-Elecnor-BM | Lekittarra            | 1     | 2     | 9      |
| 2    | Astillero             | San José XV           | 4     | 1     | 7      |
| 3    | Samertolameu          | Meira Mar             | 2     | 3     | 7      |
| 4    | Ares                  | Santa Olalla de Lubre | 3     | 4     | 5      |
| 5    | San Juan-Sumelec      | San Juan              | 5     | 5     | 2      |

Tras la suma de los tiempos de las dos jornadas, Astillero logra la segunda plaza.